# Episodi di Lou Grant (seconda stagione)
La seconda stagione della serie televisiva Lou Grant è stata trasmessa in anteprima negli Stati Uniti d'America dalla CBS tra il 25 settembre 1978 e il 7 maggio 1979.
| nº | Titolo originale | Titolo italiano | Prima TV USA      | Prima TV Italia |
| -- | ---------------- | --------------- | ----------------- | --------------- |
| 1  | Pills            |                 | 25 settembre 1978 |                 |
| 2  | Prisoner         |                 | 2 ottobre 1978    |                 |
| 3  | Hooker           |                 | 16 ottobre 1978   |                 |
| 4  | Mob              |                 | 23 ottobre 1978   |                 |
| 5  | Murder           |                 | 30 ottobre 1978   |                 |
| 6  | Dying            |                 | 6 novembre 1978   |                 |
| 7  | Schools          |                 | 20 novembre 1978  |                 |
| 8  | Slaughter        |                 | 27 novembre 1978  |                 |
| 9  | Singles          |                 | 4 dicembre 1978   |                 |
| 10 | Babies           |                 | 11 dicembre 1978  |                 |
| 11 | Conflict         |                 | 18 dicembre 1978  |                 |
| 12 | Denial           |                 | 1º gennaio 1979   |                 |
| 13 | Fire             |                 | 8 gennaio 1979    |                 |
| 14 | Vet              |                 | 15 gennaio 1979   |                 |
| 15 | Scam             |                 | 22 gennaio 1979   |                 |
| 16 | Sweep            |                 | 5 febbraio 1979   |                 |
| 17 | Samaritan        |                 | 12 febbraio 1979  |                 |
| 18 | Hit              |                 | 19 febbraio 1979  |                 |
| 19 | Home             |                 | 26 febbraio 1979  |                 |
| 20 | Convention       |                 | 5 marzo 1979      |                 |
| 21 | Marathon         |                 | 19 marzo 1979     |                 |
| 22 | Bomb             |                 | 26 marzo 1979     |                 |
| 23 | Skids            |                 | 2 aprile 1979     |                 |
| 24 | Romance          |                 | 7 maggio 1979     |                 |